# DJ Scotch Egg

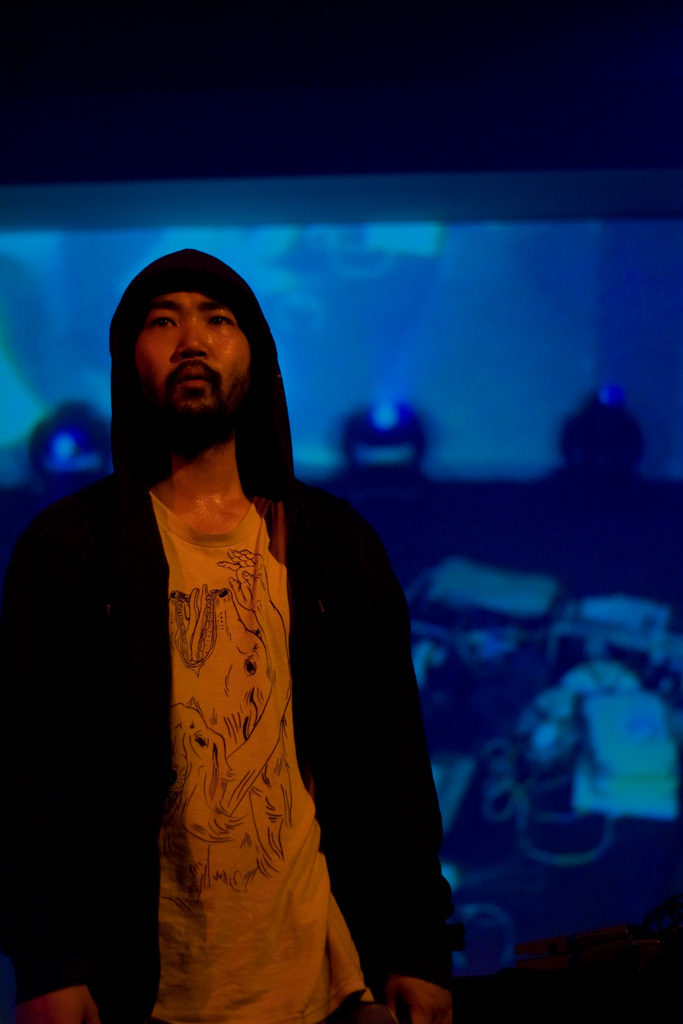
Shigeru Ishihara beim Sonar Festival 2008 in Barcelona

DJ Scotch Egg (geboren als Shigeru „Shige“ Ishihara) ist ein Chiptune-, Gabber- und Breakcore-Musiker. Ishihara lebt in Berlin, stammt ursprünglich aber aus Tokio. Sein Künstlername ist eine Hommage an das schottische Nationalgericht Schottische Eier. Shige ist auch unter den Namen Shiez 2000, Scotch Grind und DJ Scotch Bonnet bekannt.
Er setzt für die Klangerzeugung hauptsächlich bis zu vier umprogrammierte Game Boys ein, die er so zu Sequenzern umfunktioniert. Bei Liveauftritten ruft er häufig improvisiertes Kauderwelsch, das er mit einem Effektgerät stark verzerrt und verfremdet.

## Geschichte
2005 veröffentlichte er sein erstes Album KFC Core auf AD AAD AT. Im Frühling 2007 folgte Scotch Hausen, das überwiegend aus Neuinterpretationen klassischer Werke besteht, über Wrong Music. 2008 erschien das dritte Album Drumized auf Load Records, auf dem erstmals auch Jazzimprovisationen zu hören sind.
Er kollaborierte unter anderem mit Ove-Naxx, Hrvatski, Mike Paradinas, Duracell, Bong-Ra, The Pipettes und The Go! Team. Shige nahm Improvisationen mit Ashley Marlowe und Sam Dook unter dem Namen Same Things auf.
Seit 2008 spielt Shigeru Ishihara Bass bei der neugegründeten britischen Rockband Seefeel.
2013 veröffentlichte er unter dem Pseudonym DJ Scotch Bonnet die EP Live Wire zusammen mit Sensational und gründete sein eigenes Label Small But Hard Records.

## Diskografie (Auswahl)

### Alben
- 2005: KFC Core (AD AAD AT)
- 2007: スコッチエッグのハードコア・チップチューン大百科 (De-Fragment Records, nur in Japan veröffentlicht, Titel bedeutet Scotch Eggs Enzyklopädie des Hardcore Chiptune)
- 2007: Scotch Hausen (AD AAD AT/Very Friendly/Wrong Music)
- 2008: Drumized (Load Records)

### Singles
- 2005: Scotch Chicken (Wrong Music, 7″-Single)
- 2006: Scotch Vader (Kriss Records, nur in den Niederlanden veröffentlicht, mit Remixen von Ove-Naxx und Bong-Ra)
- 2008: Scotchy & Shitty – Rave Like A Headless Chicken (Wrong Music, 12" Single, Split mit Shitmat)